# Carl Friedrich von Beyme
Karl (Carl) Friedrich von Beyme (* 10 de julio de 1765 en Königsberg en Neumarkt - † 10 de diciembre de 1838 en Steglitz, hoy parte de Berlín) fue un jurista y político de Prusia, que ejerció varios puestos de importancia, siendo "jefe de ministros" (primer ministro) y ministro de Justicia.

## Vida
Carl Friedrich von Beyme era hijo de un cirujano militar. En 1770, a los cinco años, su padre muere y su madre se encarga de su educación. Después de asistir a escuelas en Soldin y Königsberg/N. ingresó en una casa de huérfanos. A pesar de esto, estudió Derecho en la Universidad de Halle. El 22 de mayo de 1784 pasó su examen final en Berlín.
En 1788 Beyme obtiene su primer puesto público como perito judicial en el juzgado (Kammergericht) de Berlín, donde trabajó en la redacción del "Allgemeine Landrecht für die preußischen Staaten",  una codificación de las leyes para los territorios y provincias de Prusia. Fue nombrado profesor de Derecho en la Universidad de Halle y tuvo la posibilidad de ser nombrado decano de la facultad, pero Beyme rechazó la oferta, pues prefería trabajar más en los aspectos prácticos que en los teóricos. Tan solo tres años después de ser nombrado perito en el Kammergericht, fue ascendido al puesto de consejero del juzgado, siendo el miembro más joven del Consejo. Como juez, ganó fama por ser un juez ilustrado, pero severo.
En 1798 pasó a ser consejero privado en el gabinete del rey Federico Guillermo III. Beyme, de origen burgués, experimentó el resentimiento de los demás miembros del gabinete, que eran de origen noble. En particular Stein y Hardenberg tenían una disposición negativa respecto a Beyme.
Beyme fue unos de los pocos hombres que siguieron siendo leales al rey Federico Guillermo III después de la catastrófica Batalla de Jena de 1806, dándole siempre su consejo de forma valerosa. Esta actitud le ganó la confianza del rey, quien lo nombró primer ministro. En 1807 estuvo a la cabeza de los que apoyaron las reformas propuestas por Stein y Hardenberg, aconsejando al rey que aceptase las propuestas. A pesar de esto, durante las negociaciones para asumir el cargo de primer ministro, tanto Stein como Hardenberg pusieron como condición que Beyme fuese retirado de la cercanía con el rey.
En 1808 fue nombrado Ministro de Justicia de Prusia. Después de dos años, en 1810, fue despedido por Karl August von Hardenberg cuando este subió nuevamente al puesto de primer ministro. El rey, con pesar, aceptó que Beyme fuera excluido del gabinete, pero ordenó que se le diera una pensión anual de 3.000 táleros de por vida. Beyme pasó a trabajar como gobernador civil de la provincia de Pomerania. En 1816 regresó al servicio del rey en Berlín cuando fue nombrado Consejero de Estado en asuntos de justicia, esta vez con la aprobación de Hardenberg. Ese mismo año el rey lo asciende a la nobleza. En 1819 renunció a su puesto en protesta por los Decretos de Karlsbad.
El 10 de diciembre de 1838 Beyme murió en Steglitz, que hoy es parte de Berlín.